# Château de Monsec
Le château de Monsec est un château français implanté sur la commune de Coux et Bigaroque-Mouzens, dans le département de la Dordogne, en région Nouvelle-Aquitaine.
Le château, ses dépendances et son parc font l'objet d'une protection au titre des monuments historiques.
Contrairement à ce que son nom peut suggérer, le château de Monsec n'a rien à voir avec la commune de Monsec puisqu'il en est éloigné d'environ 75 kilomètres au nord-ouest, en distance orthodromique.

## Localisation
En Périgord noir, au sud-est du département de la Dordogne, le château de Monsec est situé au nord du village de Mouzens, sur une hauteur en rive droite de la Dordogne, dominant sa vallée de plus de 80 mètres.

## Historique et architecture

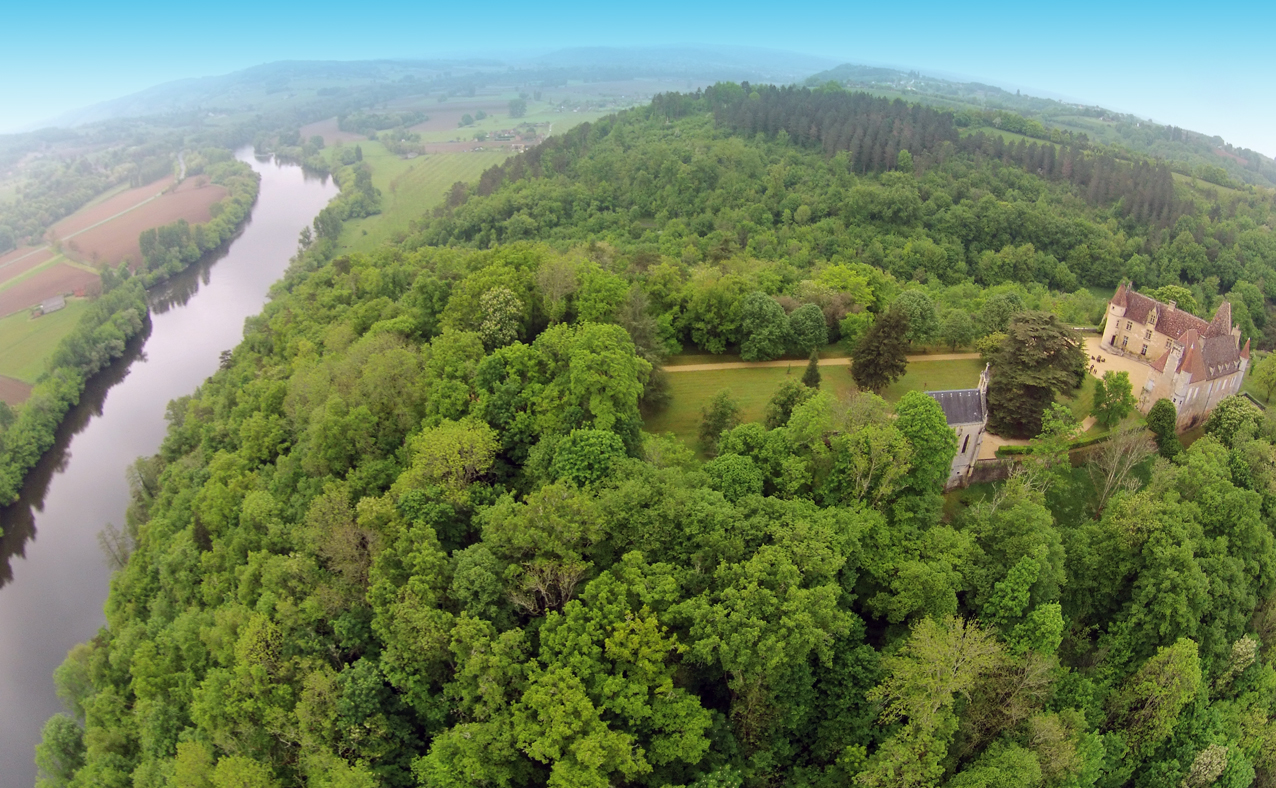
Le château de Monsec et la Dordogne, vue aérienne depuis le nord.

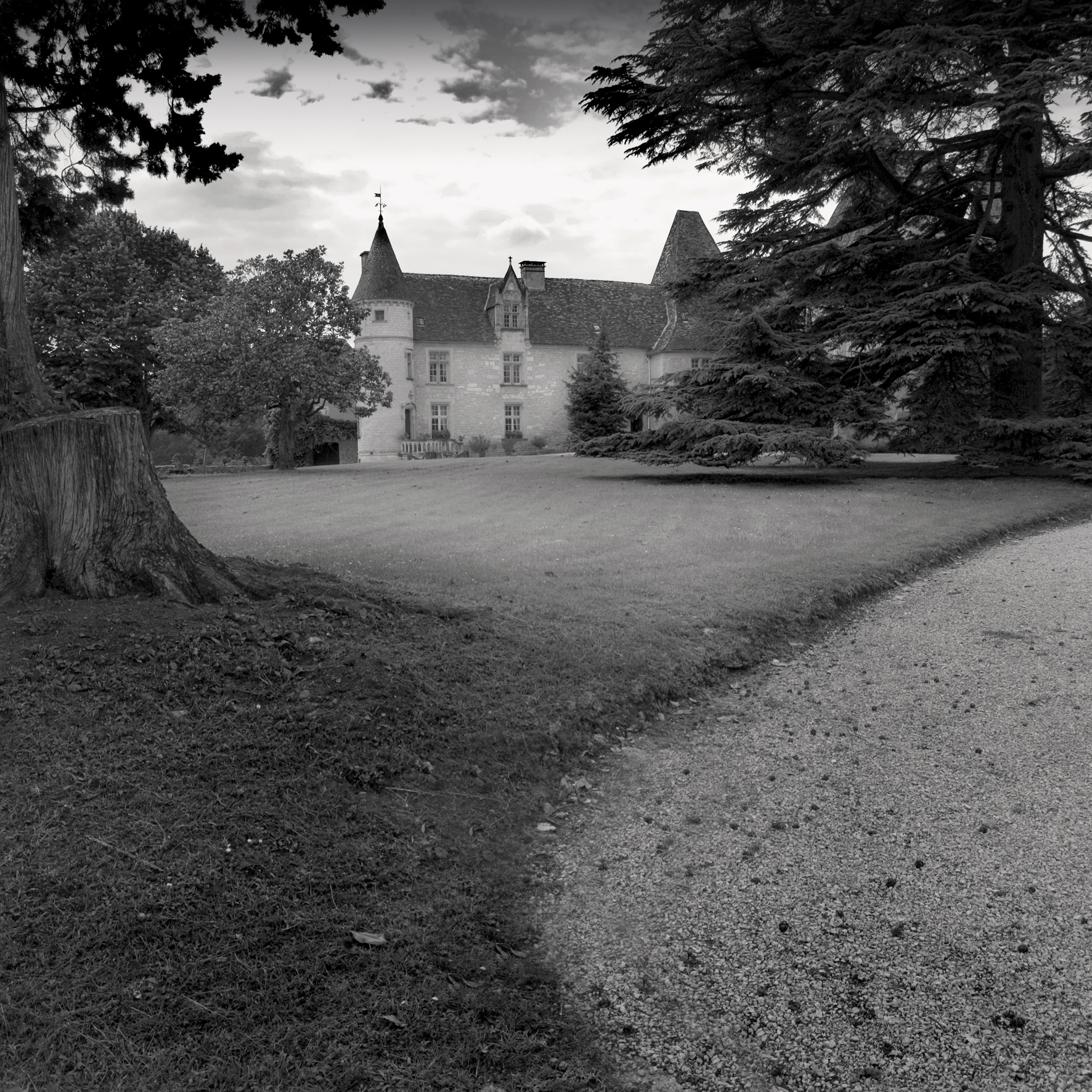
Le château, côté parc.

La construction du château de Monsec commence dans la première moitié du XIVe siècle, sur des bases plus anciennes.
Le château se compose d'un châtelet d'entrée datant de la première moitié du XVIIe siècle. Il est prolongé au nord-nord-ouest par un logis Renaissance, accosté d'une tour du XIXe siècle au sud-est, et terminé au nord par un pavillon Celui-ci présente une échauguette dans son angle nord-ouest. Du pavillon part vers l'est une aile dont les bâtiments remontent du XIVe au XVIe siècle. Deux tourelles ont été ajoutées au XIXe siècle, l'une au nord-ouest et l'autre au nord-est de cette aile. Celle-ci et le logis principal forment un angle ouvert en forme de V. De nombreux personnages sculptés animent les façades (démons, sorcières, acrobates).
Une cinquantaine de mètres à l'est des bâtiments, une chapelle de style néogothique est bâtie au XIXe siècle par l'architecte Henri Nallet et abrite les tombeaux familiaux.
Plusieurs communs précèdent le château à l'ouest, notamment une conciergerie, des granges, des écuries, un manège et un chenil.
À l'extrême sud-est du parc, une tour surmontée d'une statue de la Vierge surplombe la vallée de la Dordogne et bénit les gabares depuis le XIXe siècle.
C'est dans le château de Monsec que Léon Poirier tourna en 1943 son film Jeannou
Maurice Utrillo peignit le château de Monsec en 1935, lors d'un séjour en Dordogne. La toile se trouve aujourd'hui au Japon dans une collection privée selon l'expert Paul Pétridès (1901-1993)[réf. nécessaire].
Après une première inscription du château au titre des monuments historiques le 8 juin 1978 pour ses façades et toitures seules, le château, ses dépendances (chapelle, communs, etc.) et son parc sont inscrits en totalité le 1er mars 2005.

## Galerie de photos

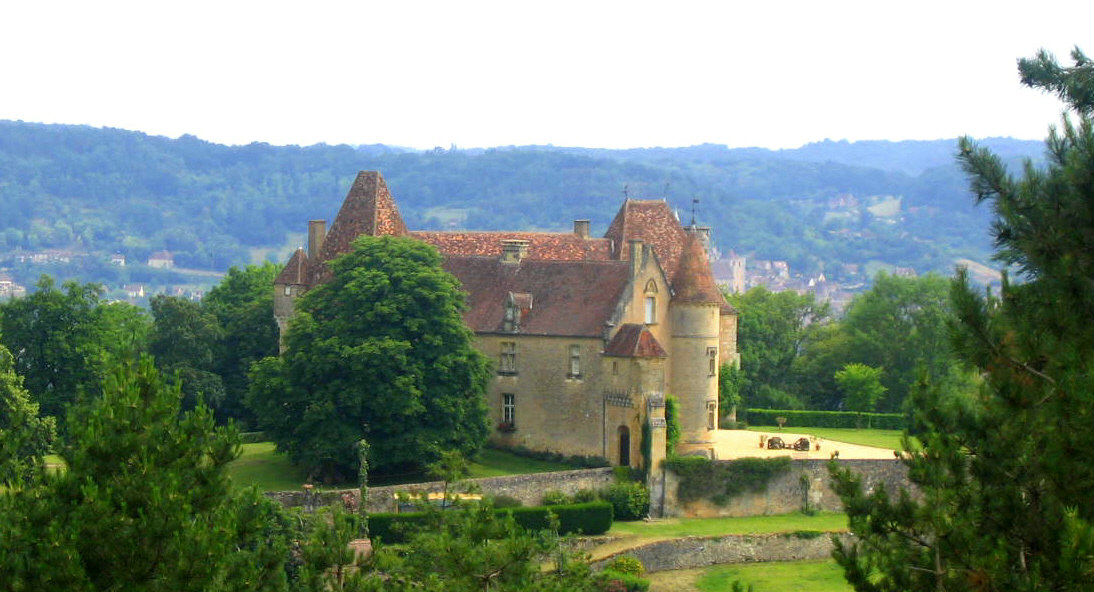
Le château de Monsec, vu depuis le lieu-dit Fromental.
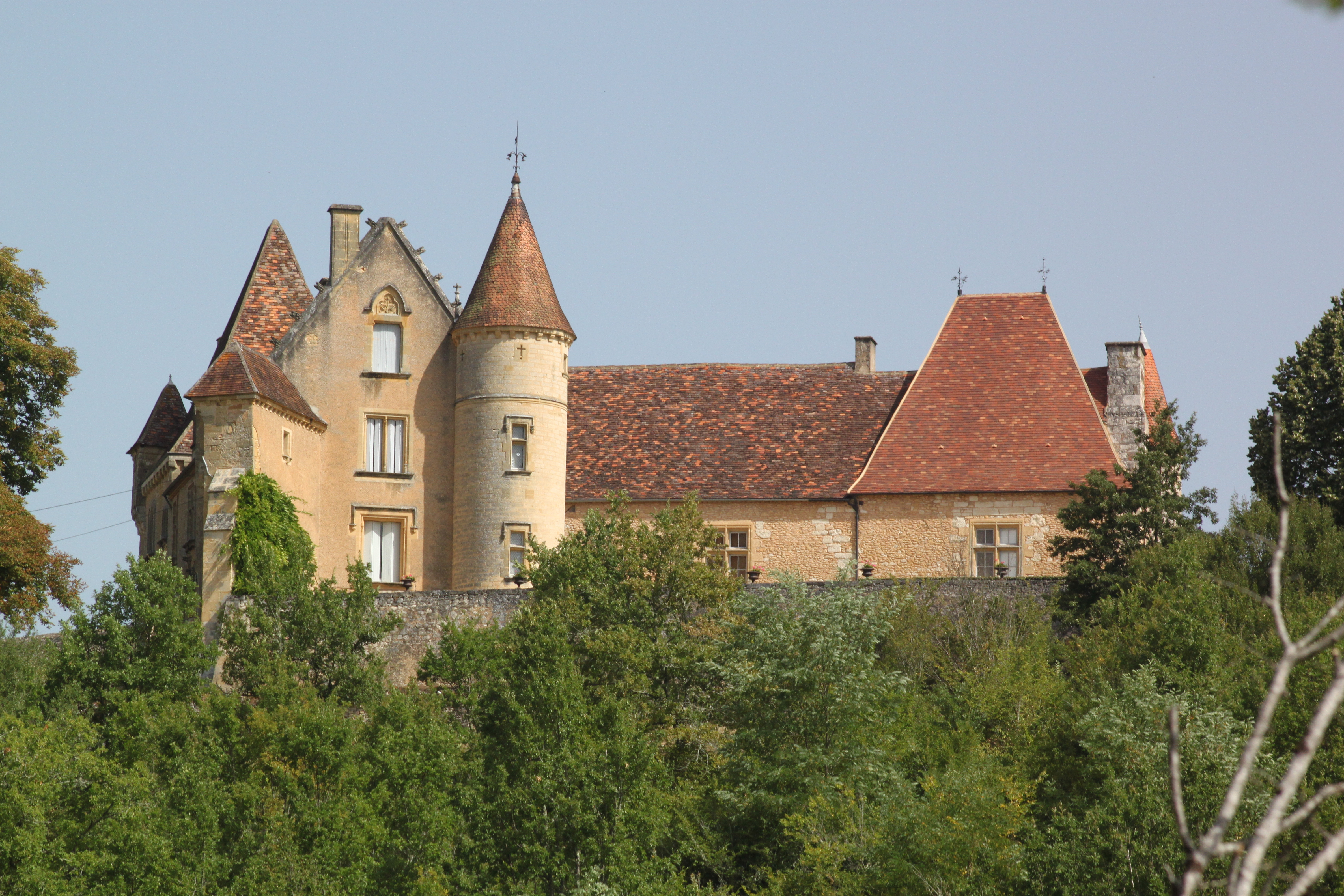
Le château de Monsec.
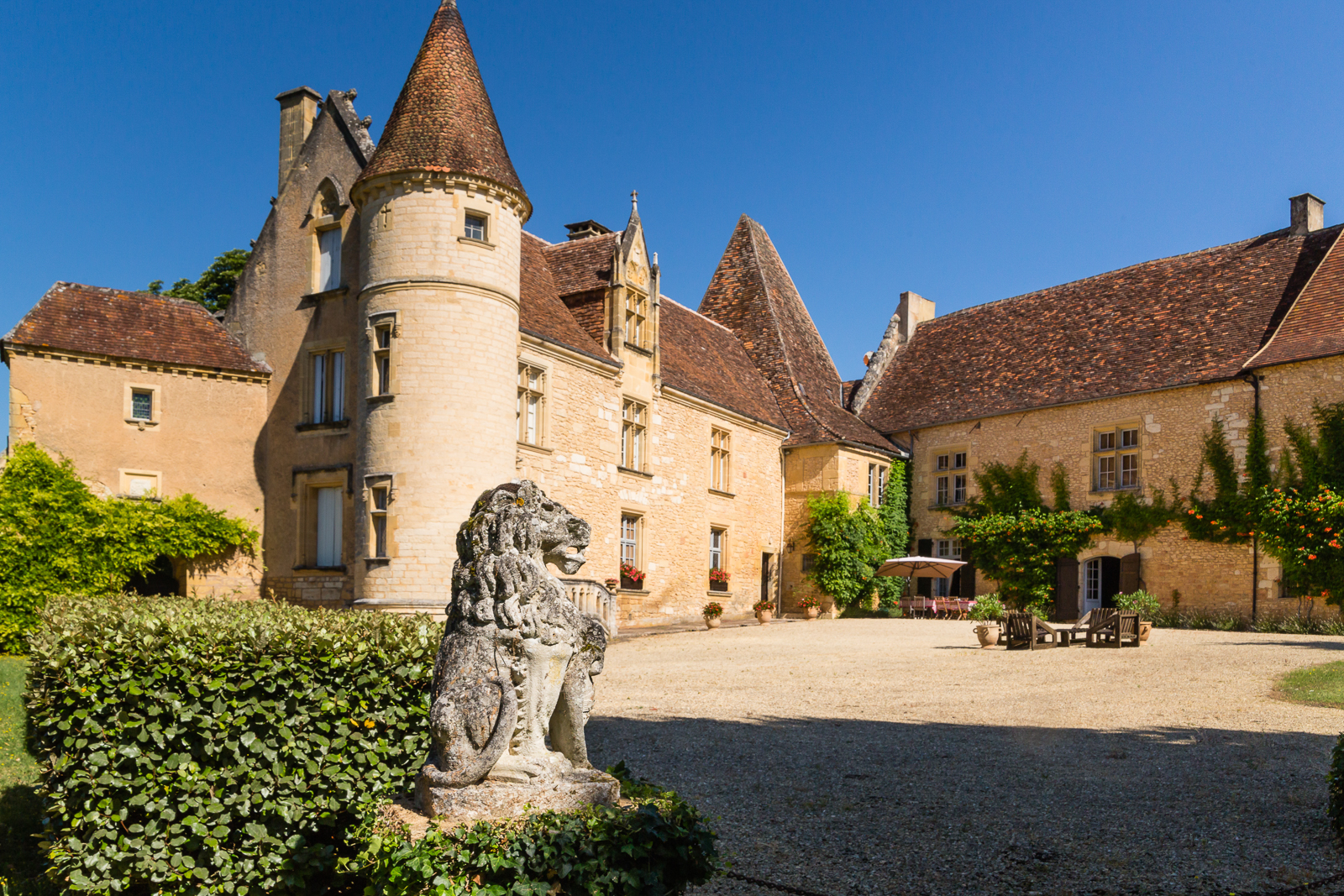
Les deux ailes du château.
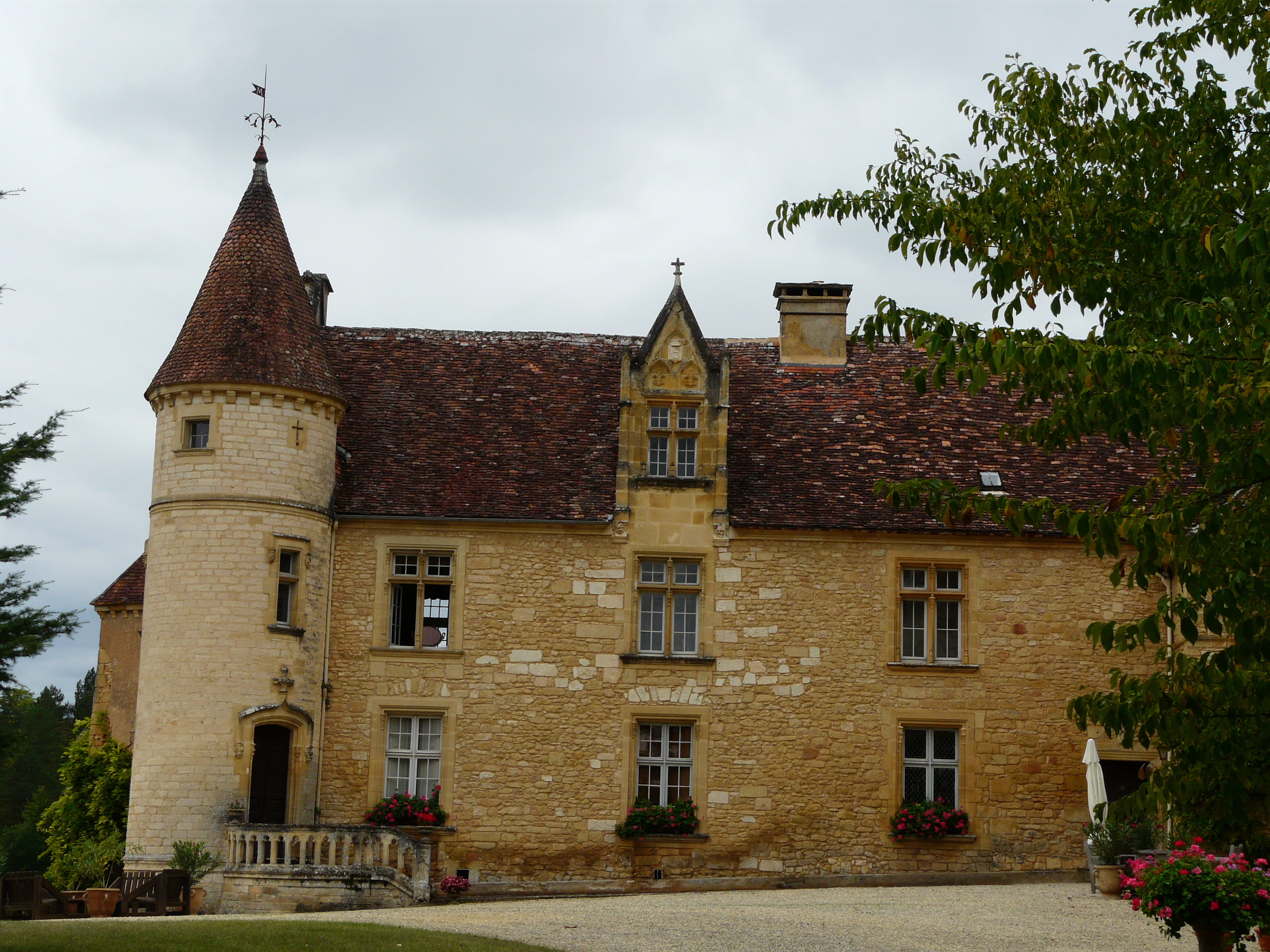
La tour sud et le côté oriental de l'aile ouest.
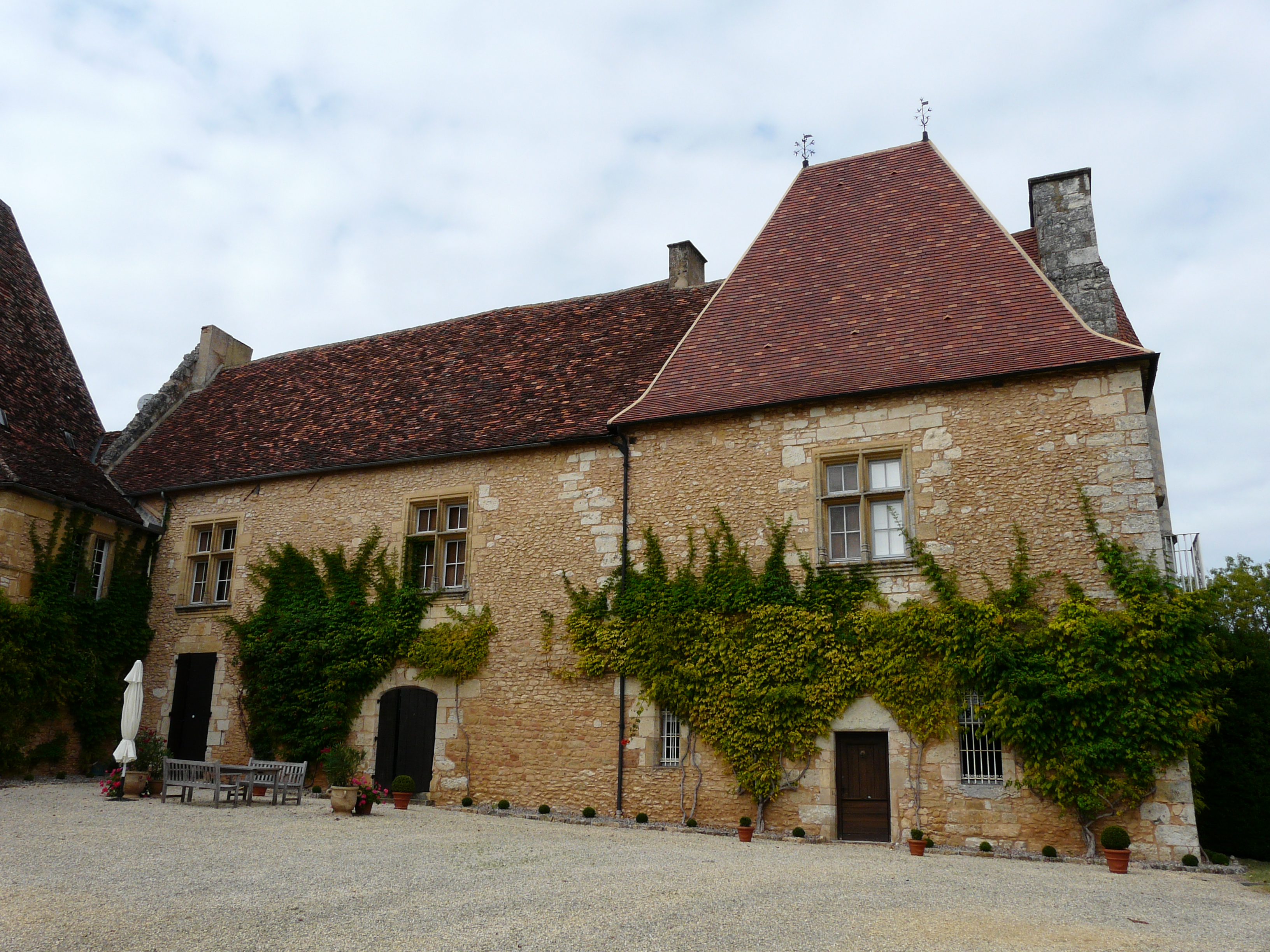
Le côté sud de l'aile nord.
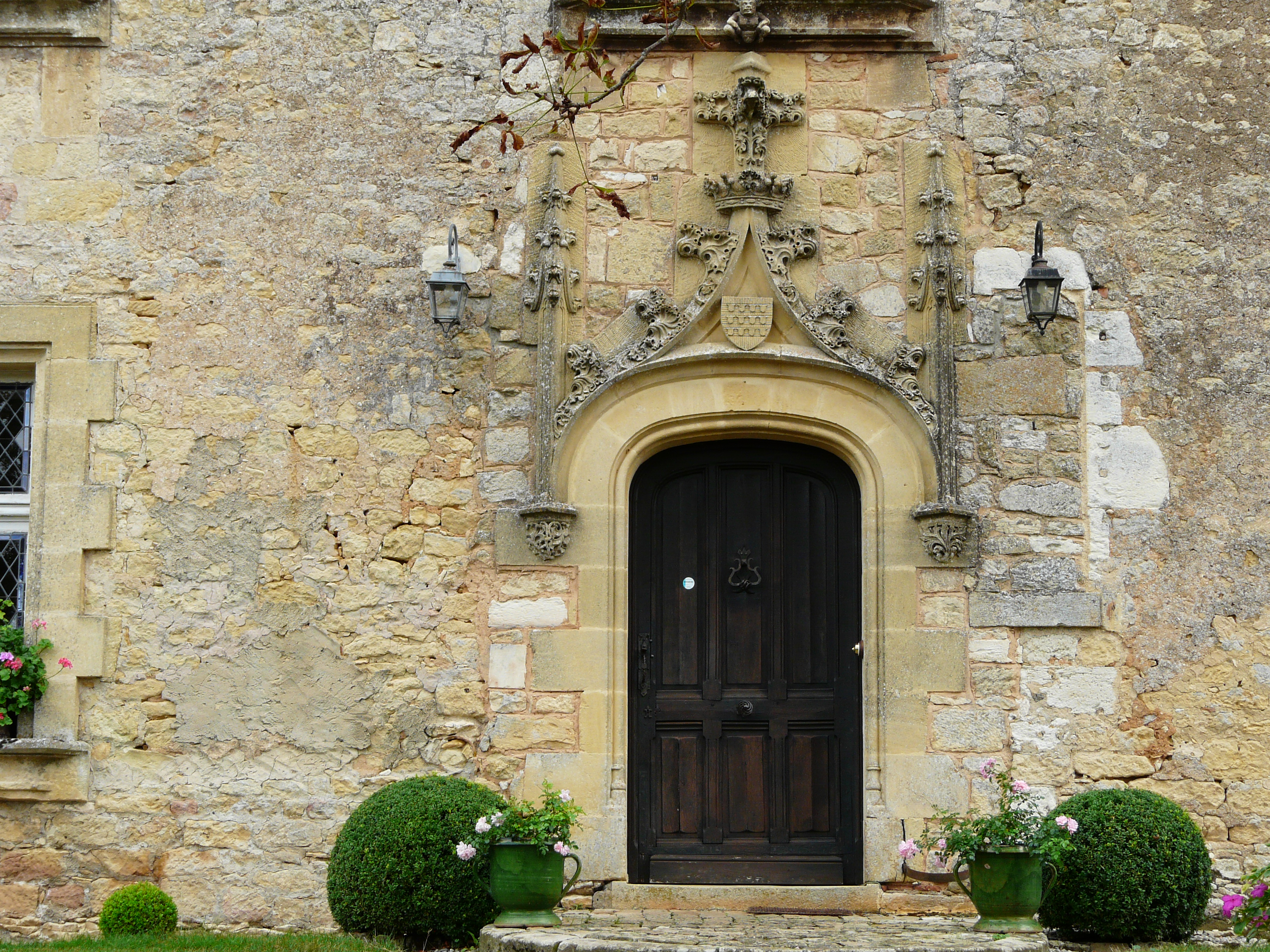
La porte de la façade ouest.
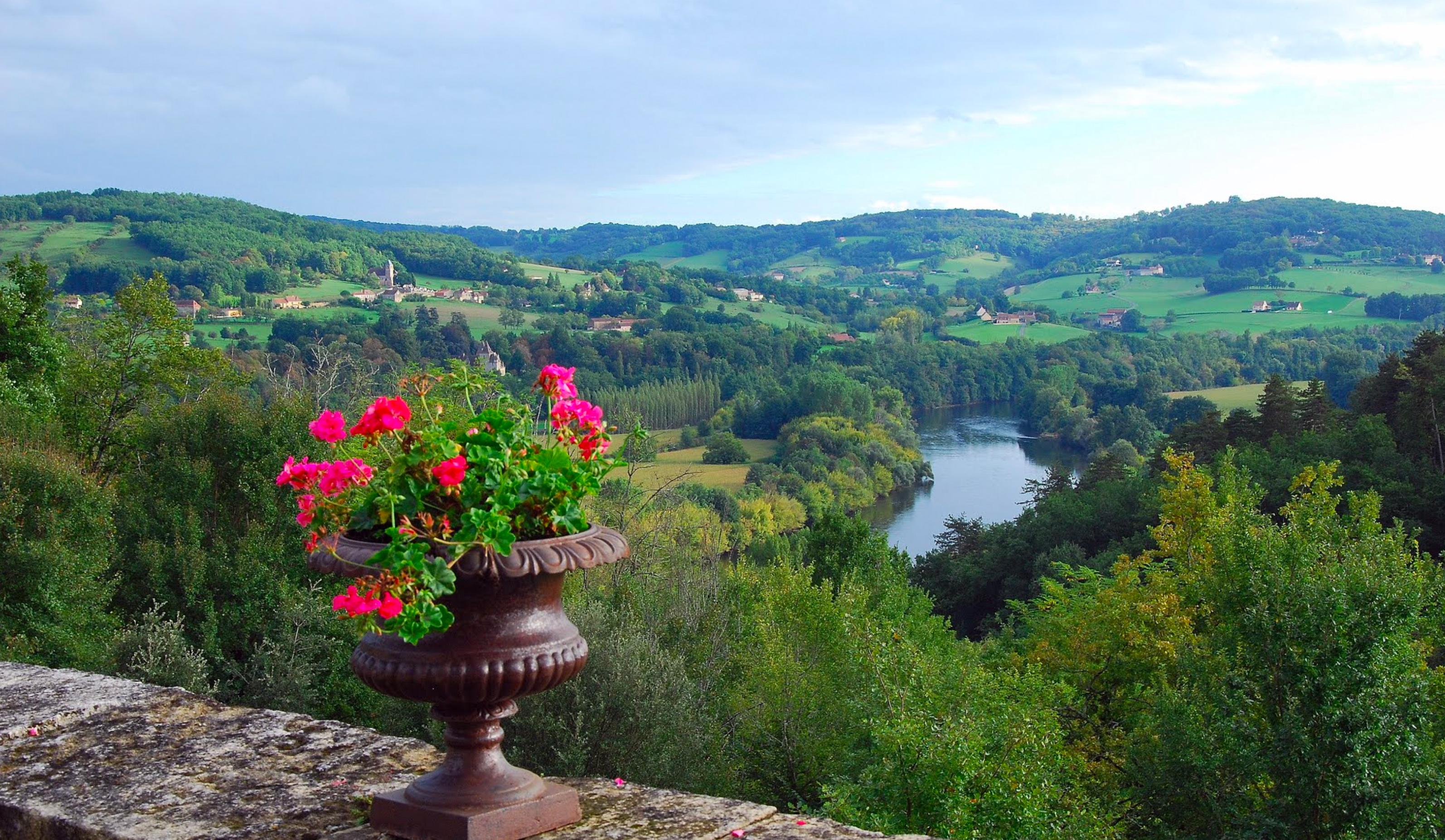
Vue sur la vallée de la Dordogne et le château de Beytout depuis la terrasse du château de Monsec.
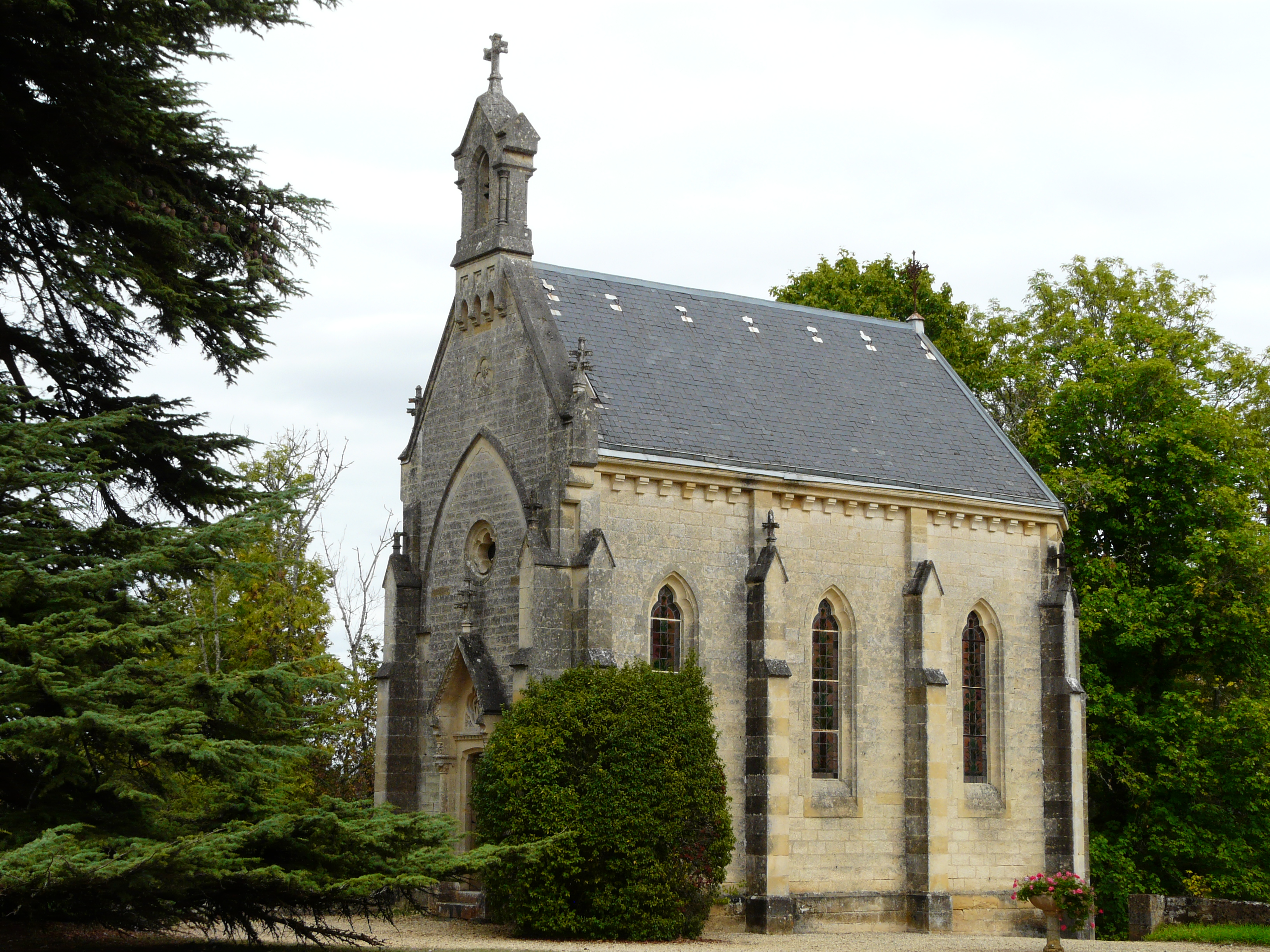
La chapelle néogothique.
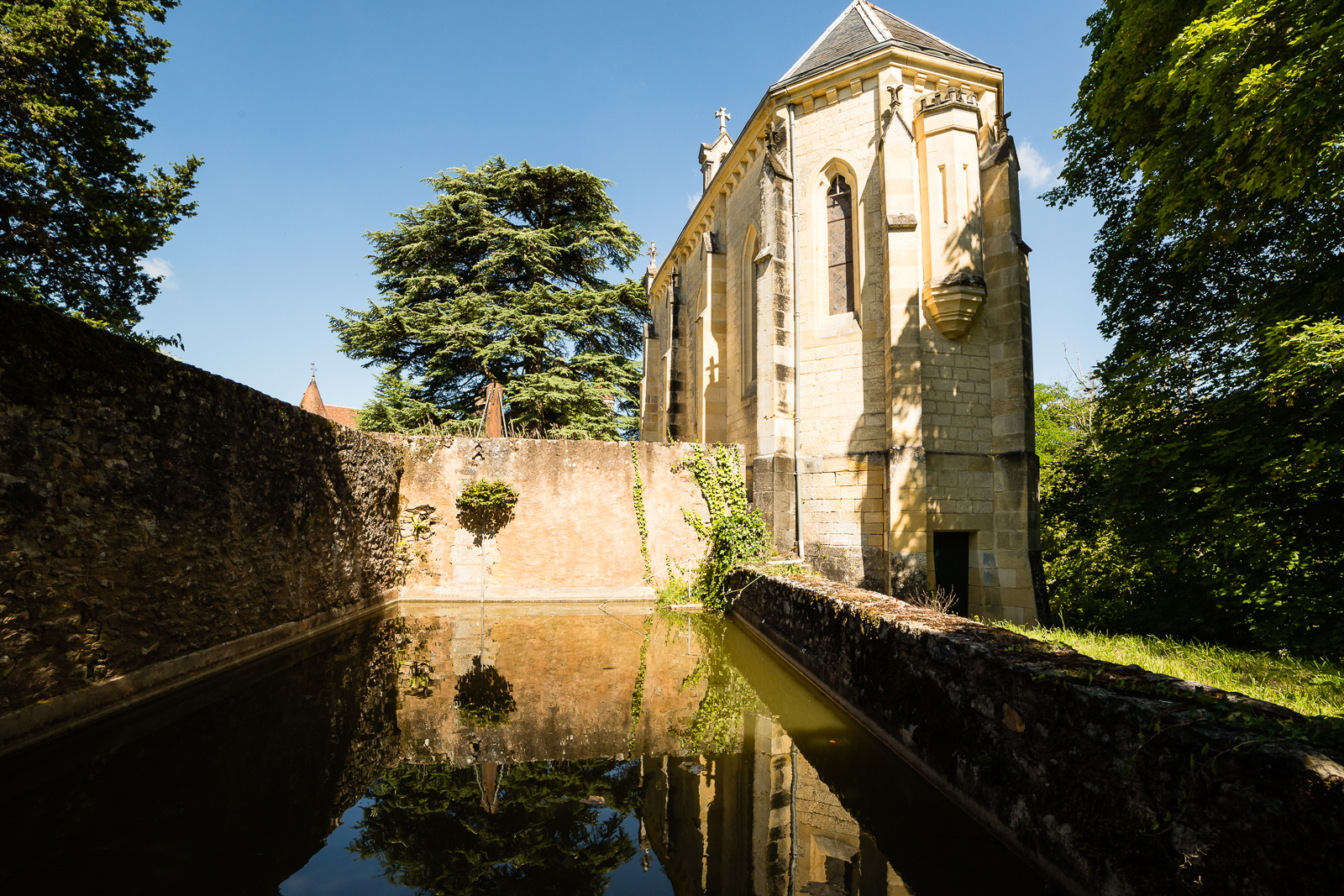
Le chevet de la chapelle.
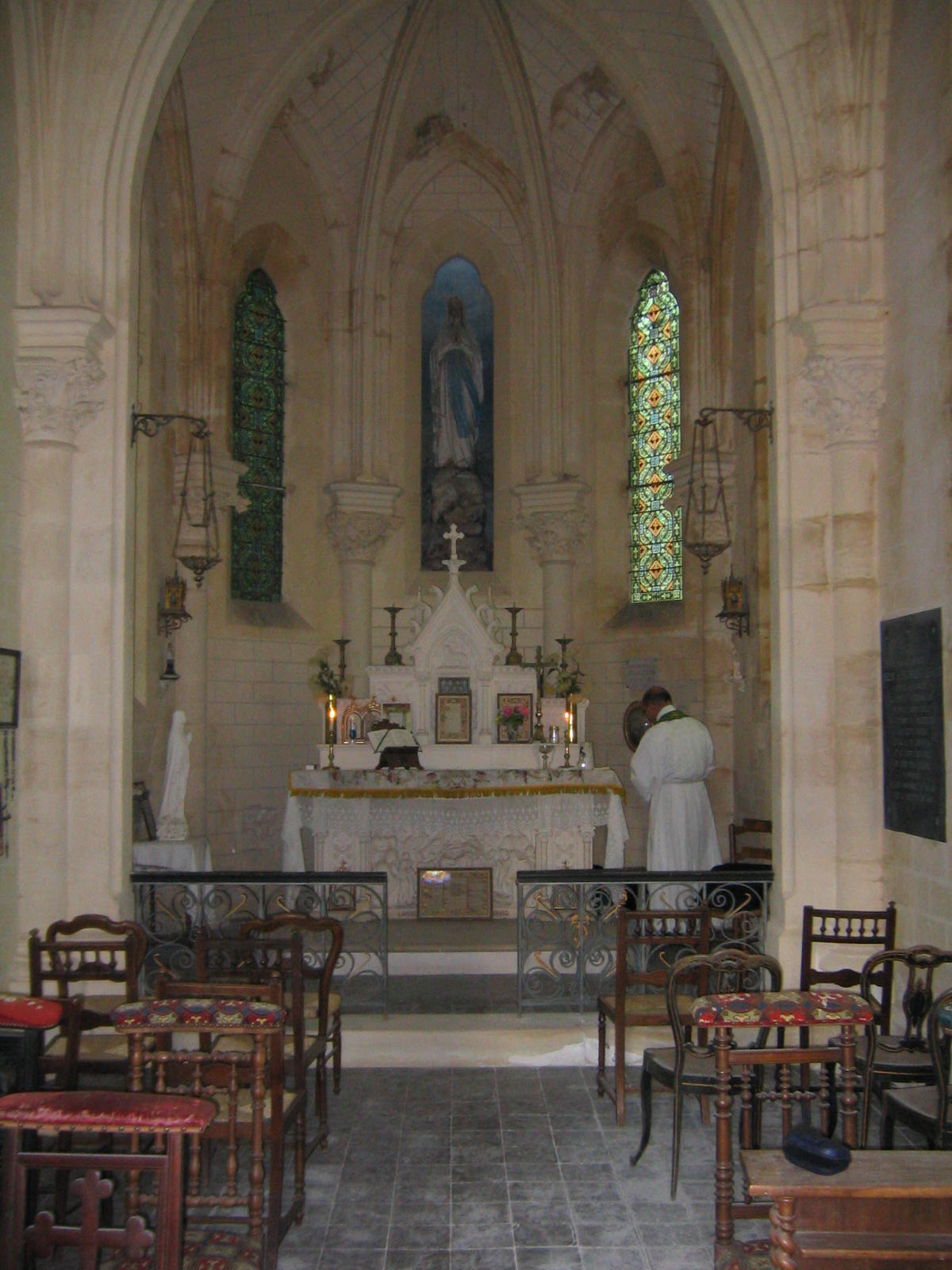
La chapelle familiale.
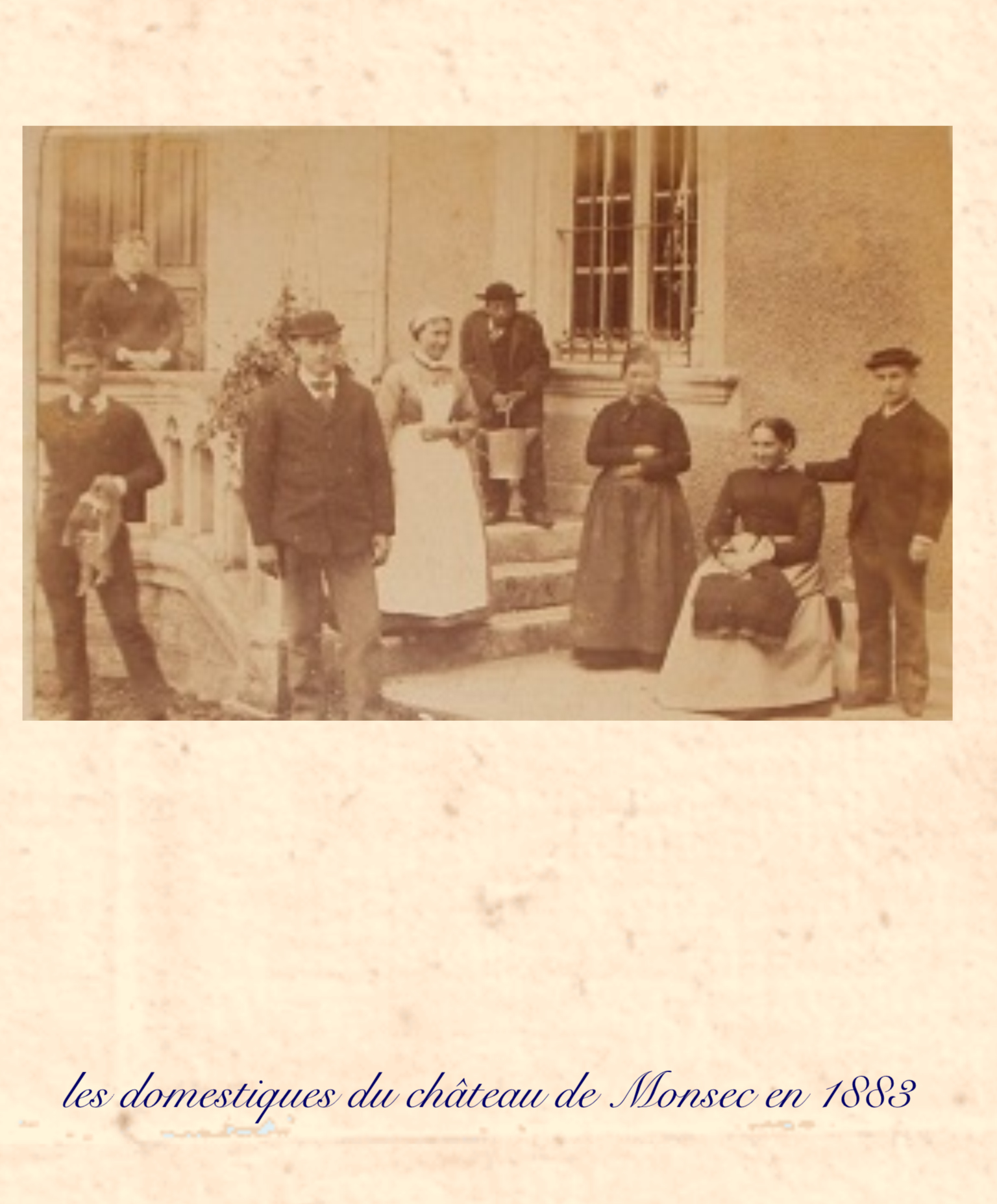
Les domestiques du château de Monsec en 1883.
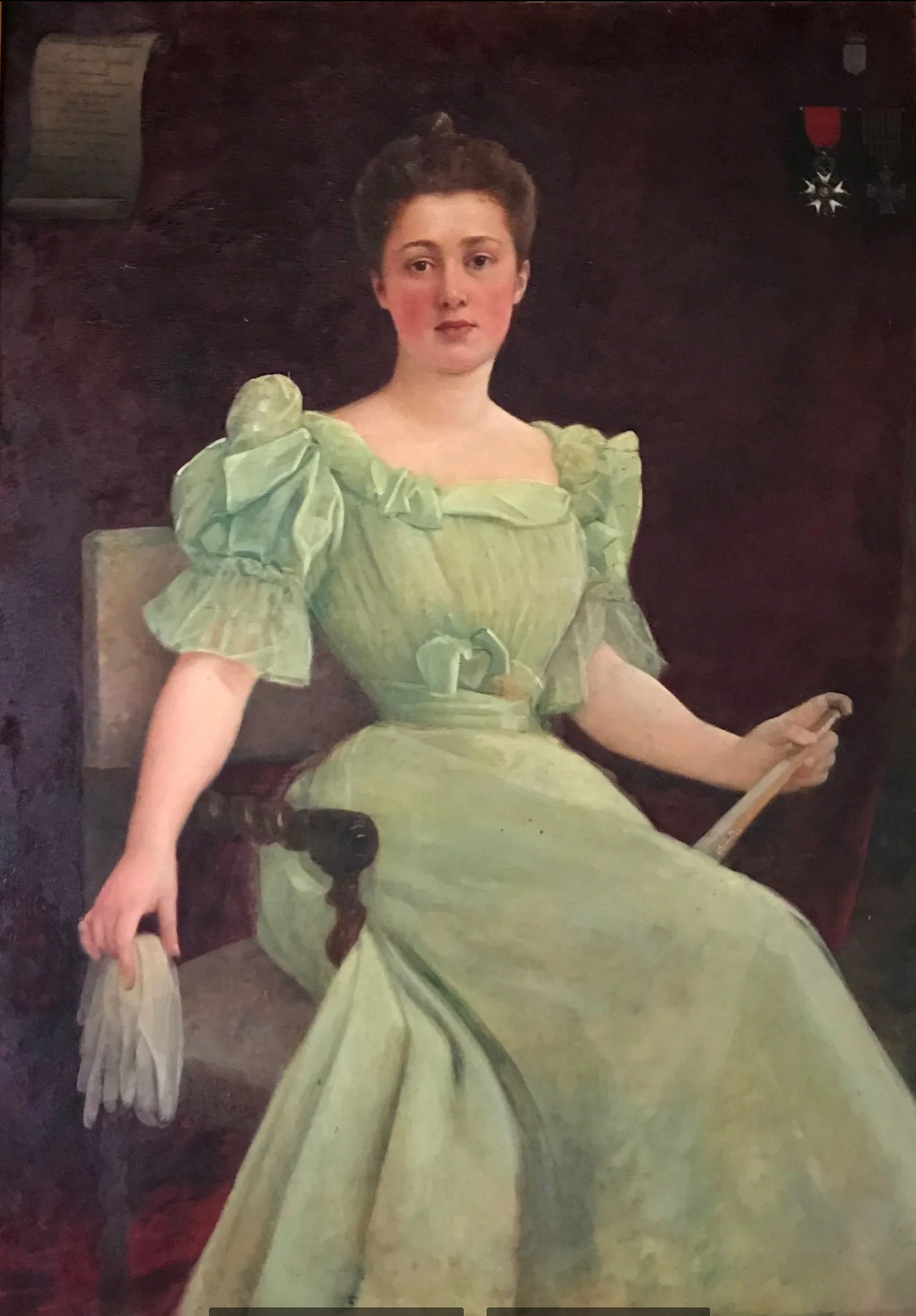
Jeanne de L'Épinois, héroïne de guerre, chevalier de la Légion d'honneur, enterrée dans la chapelle du château, morte en 1917.